# Giovanni Torlonia
 Giovanni Raimondi Torlonia, född i maj 1755 i Rom i Kyrkostaten, död 25 februari 1829 i Rom, var en fransk-italiensk bankir och jordägare. 

## Biografi
Giovanni Torlonia var son till Marino Torlonia (ursprungligen Marin Torlonias) (1725–1785) och Maria Francesca Angela Lanci. Fadern hade invandrat till Kyrkostaten från Augerolles i Frankrike och blivit framgångsrik affärsman i Rom.
Giovanni Torlonia ärvde 1985 en betydande förmögenhet efter fadern och utvecklade den under sin karriär i Rom, inklusive arbete med Kyrkostatens finanser. Han blev formellt bankir 1794 och belönades av påven Pius VI genom att utses till hertig av Bracciano och greve av  Pisciarelli. År 1803 utsåg påve Pius VII honom till markis av Romavecchia och Turria] samt prins av Civitella Cesi. Han fick senare ytterligare titlar.
År 1786 grundade Giovanni Torlonia tillsammans med två kompanjoner, ett företag som fick regeringskontrakt på en lönsam exploatering av alunitbrotten i bergen vid Tolfa, med 400 anställda. År 1794 övertog tillsammans med två andra bankirer en 18-årig koncession för en stor bomullstextilfabrik i Diocletianus bad i Rom, vilket dock inte blev ekonomiskt framgångsrikt. 
Han köpte 1797 den 1.000 hektar stora egendomen Roma Vecchia vid Via Appia och gjorde därefter ett flertal fastighetsköp. Han lät 1806 uppföra Villa Torlonia i Rom och senare också andra byggnader med namnet Villa Torlonia.
Giovanni Torlonia gifte sig 1793 med änkan Anna Maria Chiaveri (1760–1840), som var född Schultheiss i en köpmannafamilj i Donaueschingen i Baden. Paret hade fem barn: 
- Maria Teresa (född 1794)
- Marino (1796–1860), som 1847 blev Duca di Poli e di Guadagnolo
- Carlo (1798–1848)
- Alessandro Torlonia (1800–1886), som ärvde faderns prinstitel 1829
- Maria Luisa (1804–1883)

Giovanni Torlonia lade grunder till Torloniasamlingen, varav ett urval senare visades i Torloniamuseet i Rom.